# Grant County (Wisconsin)
Das Grant County ist ein County im US-amerikanischen Bundesstaat Wisconsin. Im Jahr 2020 hatte das County 51.938 Einwohner und eine Bevölkerungsdichte von 17,5 Einwohnern pro Quadratkilometer. Der Verwaltungssitz (County Seat) ist Lancaster.

## Geografie
Das County liegt im Südwesten von Wisconsin. Es grenzt im Süden an Illinois, im Westen bildet der Mississippi die Grenze zu Iowa, während die Nordgrenze vom Wisconsin River bis zu seiner Mündung in den Mississippi gebildet wird. Das Grant County hat eine Fläche von 3065 Quadratkilometern, wovon 92 Quadratkilometer Wasserfläche sind. Die benachbarten Countys sind:
|                       | Crawford County       | Richland County              |
| Clayton County (Iowa) |                       | Iowa County Lafayette County |
|                       | Dubuque County (Iowa) | Jo Daviess County (Illinois) |

## Geschichte
Das Grant County wurde 1836 als Original-County aus Teilen des Wisconsin-Territoriums gebildet. Benannt wurde es nach dem Grant River, der durch das County fließt oder nach einem der ersten Händler namens Grant, der hier mit den Indianern Handel getrieben hat.

## Bevölkerung
Nach der Volkszählung im Jahr 2010 lebten im Grant County 51.208 Menschen in 19.157 Haushalten. Die Bevölkerungsdichte betrug 17,2 Einwohner pro Quadratkilometer. In den 19.157 Haushalten lebten statistisch je 2,44 Personen.
Ethnisch betrachtet setzte sich die Bevölkerung zusammen aus 97,0 Prozent Weißen, 1,1 Prozent Afroamerikanern, 0,2 Prozent amerikanischen Ureinwohnern, 0,6 Prozent Asiaten sowie aus anderen ethnischen Gruppen; 0,6 Prozent stammten von zwei oder mehr Ethnien ab. Unabhängig von der ethnischen Zugehörigkeit waren 1,3 Prozent der Bevölkerung spanischer oder lateinamerikanischer Abstammung.
21,3 Prozent der Bevölkerung waren unter 18 Jahre alt, 63,1 Prozent waren zwischen 18 und 64 und 15,6 Prozent waren 65 Jahre oder älter. 48,0 Prozent der Bevölkerung war weiblich.

Das jährliche Durchschnittseinkommen eines Haushalts lag bei 43.889 USD. Das Prokopfeinkommen betrug 20.758 USD. 13,3 Prozent der Einwohner lebten unterhalb der Armutsgrenze.

## Ortschaften im Grant County
Citys
| - Boscobel - Cuba City1 - Fennimore | - Lancaster - Platteville |

Villages
| - Bagley - Bloomington - Blue River - Cassville - Dickeyville | - Hazel Green1 - Livingston2 - Montfort2 - Mount Hope - Muscoda2 | - Patch Grove - Potosi - Tennyson - Woodman |

Census-designated places (CDP)
- Glen Haven
- Kieler
- Sandy Hook

Andere Unincorporated Communities
| - Annaton - Arthur - Bigpatch - British Hollow - Brodtville - Buena Vista | - Burton - Centerville - Cornelia - Ellenboro - Elmo - Fair Play | - Five Points - Flora Fountain - Georgetown - Hickory Grove - Hurricane - Lancaster Junction | - Louisburg - McCartney - Millville - Mount Ida - Prairie Corners - Rockville | - Rutledge - Saint Rose - Sinsinawa - Stitzer - Union - Wyalusing |

1 – teilweise im Lafayette County

2 – teilweise im Iowa County

## Gliederung
Das Grant County ist neben den fünf Citys und 14 Villages in 33 Towns eingeteilt:
| Town        | Einw. (2010) | FIPS     |
| ----------- | ------------ | -------- |
| Beetown     | 777          | 55-06100 |
| Bloomington | 350          | 55-08400 |
| Boscobel    | 376          | 55-08875 |
| Cassville   | 416          | 55-13075 |
| Castle Rock | 248          | 55-13100 |
| Clifton     | 385          | 55-15500 |
| Ellenboro   | 525          | 55-23400 |
| Fennimore   | 612          | 55-25625 |
| Glen Haven  | 417          | 55-29525 |
| Harrison    | 495          | 55-32825 |
| Hazel Green | 1132         | 55-33525 |

| Town          | Einw. (2010) | FIPS     |
| ------------- | ------------ | -------- |
| Hickory Grove | 455          | 55-34300 |
| Jamestown     | 2076         | 55-37800 |
| Liberty       | 553          | 55-43825 |
| Lima          | 805          | 55-44050 |
| Little Grant  | 283          | 55-45025 |
| Marion        | 572          | 55-49350 |
| Millville     | 166          | 55-52150 |
| Mount Hope    | 300          | 55-54700 |
| Mount Ida     | 561          | 55-54775 |
| Muscoda       | 769          | 55-55225 |
| N. Lancaster  | 509          | 55-58125 |

| Town         | Einw. (2010) | FIPS     |
| ------------ | ------------ | -------- |
| Paris        | 702          | 55-61150 |
| Patch Grove  | 339          | 55-61450 |
| Platteville  | 1509         | 55-63275 |
| Potosi       | 849          | 55-64650 |
| Smelser      | 794          | 55-74450 |
| S. Lancaster | 843          | 55-75075 |
| Waterloo     | 550          | 55-83900 |
| Watterstown  | 330          | 55-84075 |
| Wingville    | 357          | 55-87800 |
| Woodman      | 185          | 55-88850 |
| Wyalusing    | 346          | 55-89250 |

| Mus- coda Castle Rock Wingville Clifton Lima Platte- ville Smelser Hazel Green James- town Paris Harri- son Ellen boro Liberty Fenni- more Hickory Grove Watters- town Boscobel Marion Mount Ida North Lancaster South Lancaster Potosi Water- loo Beetown Little Grant Mount Hope Wood- man Millville Patch Grove Wyalu- sing Bloomington Glen Haven Cassville |